# Суперкубок Узбекистана по футболу 2025
Суперкубок Узбекистана по футболу 2025 года (узб. Futbol boʻyicha 2025-yilgi Oʻzbekiston Superkubogi) — 10-й розыгрыш Суперкубка Узбекистана, ежегодного матча между победителями предыдущего сезона Суперлиги и Кубка Узбекистана.
В матче встретились победитель Кубка Узбекистана 2024 — «Андижан» и чемпион Суперлиги 2024 — «Насаф».
«Насаф» в шестой раз принял участие в матче за Суперкубок и одержал четвёртую победу. Для «Андижана» это был дебют в матче за Суперкубок.

## Место проведения и официальные лица
8 апреля было объявлено, что матч пройдёт на нейтральном стадионе — ташкентском стадионе «Бунёдкор». Главным арбитром матча был назначен Ильгиз Танташев.

## Отчёт о матче
| Насаф                | 1—0           | Андижан |
| -------------------- | ------------- | ------- |
| - Норчаев 72′ (пен.) | Отчёт о матче |         |

## Правила матча
- Продолжительность матча — 90 минут.
- В случае ничейного результата — серия пенальти (дополнительное время не предусмотрено).
- 7 запасных игроков.
- Разрешено до 5 замен.

## Судейская бригада
- Главный арбитр: Ильгиз Танташев
- Ассистенты: Андрей Сапенко, Тимур Гайнуллин
- Четвёртый арбитр: Абдурашид Худойберганов
- ВАР: Аскер Наджафалиев
- Ассистент ВАР: Бахтиёрходжа Шавкатов